# Сирийские арабские военно-воздушные силы
Сирийские арабские военно-воздушные силы (САВВС) (араб. القوّات الجوية العربية السورية‎; Al Quwwat al-Jawwiya al Arabiya as-Souriya) — вид вооружённых сил Сирийской Арабской Республики.

## История
Сирийская авиация принимала участие в войнах с Израилем 1967 (потеряв большую часть своих самолётов в первый день войны) и 1973 годов, а также в ряде стычек с израильскими ВВС над Ливаном в 1979—1982 годах. Во время израильского вторжения в Ливан (июнь 1982) САВВС понесли тяжёлые потери, лишившись 68 боевых самолётов в течение нескольких дней.
По западным оценкам, на 1985 год Сирийские арабские ВВС имели примерно 650 боевых самолётов, число которых, однако, продолжало неуклонно снижаться на протяжении 1990-х и 2000-х годов, главным образом из-за сокращения поставок комплектующих после распада СССР. В боевом составе САВВС на 2006 год было 784 летательных аппарата.
Сирийские арабские ВВС принимали участие в гражданской войне в стране. На 2015 год более 90 % вертолётов выведено из строя, сирийские арабские ВС были вынуждены использовать для авиационных ударов по позициям повстанцев противолодочные вертолёты ВМС.
В ходе наступления сил сирийской оппозиции и после падения режима Асада, Израиль производил обстрелы сирийских военных баз, в результате которых пострадало большое количество государственной техники. 

## Аэродромная сеть

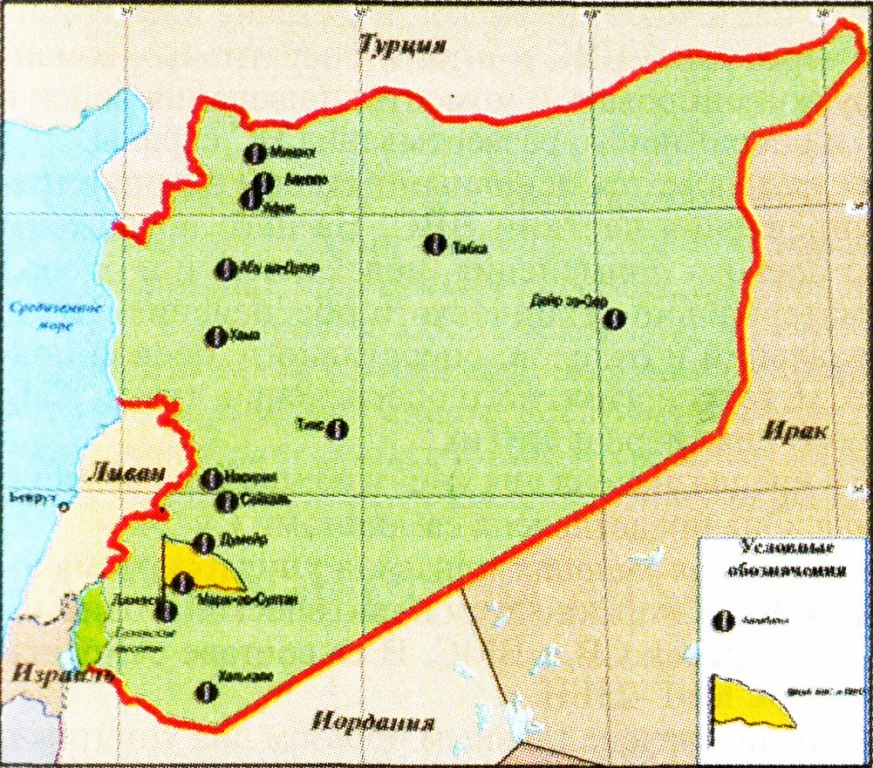
Основные аэродромы базирования САВВС.

Аэродромная сеть достаточно плотная. Вместе с тем авиабазы расположены на территории страны неравномерно — большая их часть сосредоточена в западной части страны. В настоящее время в стране имеется 34 аэродрома, из них 24 — с искусственным покрытием. В интересах национальных ВВС полностью или частично задействуется только 15: Дамаск (международный), Латакия (аэродром Хмеймим), Камишлия. Эти аэродромы используются совместно с гражданской авиацией.
Наиболее крупными (способными принимать самолёты всех классов и типов) являются:
- Дамаск (международный);
- Белия (35 км юго-восточнее столицы);
- Тифор (185 км северо-западнее столицы);
- Халь-хала (50 км юго-западнее г. Дамаск).

Сирийская военная авиация также использует аэродромы: Абу ад-Духур, Халеб, Думейр, Дейр эз-Зор, Насирия, Сейкаль, Табка, Тияс и Хама, а также три вертолётные площадки: Акраба, Марж-эс-Султан и Тафтаназ.
Большинство аэродромов имеют взлётно-посадочные полосы с капитальным покрытием и построены по типовой схеме: одна ВПП, магистральная рулёжная дорожка, которая может быть использована для взлёта и посадки в случае вывода из строя основной ВПП; групповые и одиночные стоянки самолётов; площадки для дежурных самолётов; склад ГСМ, технические и служебные здания.

## Боевой состав
| Обозначение формирования или части | Вооружение и оснащение               | Дислокация                        |
| ---------------------------------- | ------------------------------------ | --------------------------------- |
| 697-я эскадрилья                   | МиГ-23 (МиГ-29 по другим источникам) | Авиабаза Sayqal                   |
| 699-я эскадрилья                   | МиГ-29                               | Авиабаза Sayqal                   |
| ???-я эскадрилья                   | МиГ-29                               | Авиабаза Sayqal                   |
| 1-я эскадрилья                     | МиГ-25П/Р                            | Авиабаза Тияс                     |
| 5-я эскадрилья                     | МиГ-25П/Р                            | Авиабаза Тияс                     |
| 827-я эскадрилья                   | Су-22                                | Авиабаза Тияс                     |
| 819-я эскадрилья                   | Су-24                                | Авиабаза Тияс                     |
| 7-я эскадрилья                     | МиГ-25П/Р                            | Авиабаза Эш-Шайрат                |
| 675-я эскадрилья                   | МиГ-23МФ                             | Авиабаза Эш-Шайрат                |
| 677-я эскадрилья                   | Су-22 Су-20                          | Авиабаза Эш-Шайрат                |
| 685-я эскадрилья                   | Су-22                                | Авиабаза Эш-Шайрат                |
| 695-я эскадрилья                   | МиГ-23БН                             | Авиабаза An Nasiriya              |
| 698-я эскадрилья                   | МиГ-23БН                             | Авиабаза An Nasiriya              |
| ???-я эскадрилья                   | МиГ-25Р                              | Авиабаза Dumayr                   |
| ???-я эскадрилья                   | МиГ-23МЛ                             | Авиабаза Dumayr                   |
| ???-я эскадрилья                   | Су-22                                | Авиабаза Dumayr                   |
| 54-я эскадрилья                    | Су-20 (МиГ-23 по другим источникам)  | Авиабаза Marj Ruhayyil            |
| 77-я эскадрилья                    | МиГ-23МЛ                             | Авиабаза Marj Ruhayyil            |
| 767-я эскадрилья                   | Ми-24                                | Авиабаза Marj Ruhayyil            |
| 825-я эскадрилья                   | МиГ-21                               | Авиабаза Al Qusayr                |
| 826-я эскадрилья                   | МиГ-21                               | Авиабаза Al Qusayr                |
| 945-я эскадрилья                   | МиГ-21                               | Авиабаза Khalkhalah               |
| 946-я эскадрилья                   | МиГ-21                               | Авиабаза Khalkhalah               |
| 679-я эскадрилья                   | МиГ-21                               | Авиабаза Hamah                    |
| 680-я эскадрилья                   | МиГ-21                               | Авиабаза Hamah                    |
| 8-я эскадрилья                     | МиГ-21                               | Авиабаза Дейр-эз-Зор              |
| 10-я эскадрилья                    | МиГ-21                               | Авиабаза Jirah                    |
| 10-я эскадрилья                    | МиГ-21                               | Авиабаза Tabqa                    |
| Штаб 24 бригады                    | Ми-8                                 | Авиабаза Tabqa                    |
| 2-я эскадрилья                     | L-39ZO                               | Авиабаза Абу ад-Духур             |
| 678-я эскадрилья                   | МиГ-23МС                             | Авиабаза Абу ад-Духур             |
| ???-я эскадрилья                   | L-39ZO                               | Авиабаза Абу ад-Духур             |
| ???-я эскадрилья                   | Ми-8                                 | Авиабаза Найраб                   |
| ???-я эскадрилья                   | Ми-8                                 | Авиабаза Найраб                   |
| ???-я эскадрилья                   | L-29 «Дельфин»                       | Авиабаза Найраб                   |
| ???-я эскадрилья                   | L-29 «Дельфин»                       | Авиабаза Найраб                   |
| ???-я эскадрилья                   | L-29 «Дельфин»                       | Авиабаза Найраб                   |
| ???-я эскадрилья                   | L-39 «Альбатрос»                     | Авиабаза Найраб                   |
| ???-я эскадрилья                   | L-39 «Альбатрос»                     | Авиабаза Найраб                   |
| 585-я эскадрилья                   | Ту-134 Boeing 737                    | Авиабаза Damascus (International) |
| 522-я эскадрилья                   | Ан-24 Ан-26 Ил-76                    | Авиабаза Damascus (Meze)          |
| 565-я эскадрилья                   | Як-40                                | Авиабаза Damascus (Meze)          |
| 575-я эскадрилья                   | 20F2                                 | Авиабаза Damascus (Meze)          |
| 909-я эскадрилья                   | Ми-8                                 | Авиабаза Damascus (Meze)          |
| 976-я эскадрилья                   | SA-342L «Газель»                     | Авиабаза Damascus (Meze)          |
| 977-я эскадрилья                   | SA-342L «Газель»                     | Авиабаза Damascus (Meze)          |
| ???-я эскадрилья                   | Ми-8                                 | Авиабаза Damascus (Meze)          |
| 765-я эскадрилья                   | Ми-24                                | Авиабаза Es Suweidaya             |
| 766-я эскадрилья                   | Ми-24                                | Авиабаза Es Suweidaya             |
| 525-я эскадрилья                   | Ми-8                                 | Авиабаза Marj As Sultan           |
| 537-я эскадрилья                   | Ми-8                                 | Авиабаза Marj As Sultan           |
| 253-я эскадрилья                   | Ми-8                                 | Авиабаза Афис                     |
| 255-я эскадрилья                   | Ми-8                                 | Авиабаза Афис                     |
| 532-я эскадрилья                   | Ми-8 Ми-2                            | Авиабаза Qabr as Sitt             |
| 618-я эскадрилья — морская авиация | Ми-14 Ка-25                          | Авиабаза Хмеймим                  |
| 3-я школа пилотов                  | CASA 223 L-39ZA «Альбатрос»          | Авиабаза Rasin el Aboud           |
| 4-я школа пилотов                  | CASA 223 Ми-8                        | Авиабаза Rasin el Aboud           |

## Вооружение и военная техника
Интенсивное использование авиации в ходе гражданской войны в Сирии снизило доступность и боеготовность техники до очень низких уровней, не более 30-40 % вооружения находится в рабочем состоянии
| Изображение                             | Тип                            | Назначение                                                                          | Количество        | Примечания                                                                                              |
| Фронтовая авиация                       | Фронтовая авиация              | Фронтовая авиация                                                                   | Фронтовая авиация | Фронтовая авиация                                                                                       |
| --------------------------------------- | ------------------------------ | ----------------------------------------------------------------------------------- | ----------------- | --- |
|                                         | Су-24М/М2/МК                   | фронтовой бомбардировщик                                                            | 10                | Поставлялись в 1989—2017 Поставка 10 Су-24М2 в 2016—2017 годах.                                         |
|                                         | МиГ-23МФ МиГ-23МЛ/МЛД МиГ-23УМ | истребитель-бомбардировщик                                                          | 25                | |
|                                         | Су-22М3/М4                     | истребитель-бомбардировщик                                                          | 20                | |
|                                         | МиГ-21МФ МиГ-21бис             | многоцелевой истребитель                                                            | 50                | |
|                                         | МиГ-23БН/УБ                    | многоцелевой истребитель                                                            | 20                | |
|                                         | МиГ-25П                        | истребитель-перехватчик                                                             | 2                 | |
|                                         | МиГ-29A МиГ-29СМТ              | многоцелевой истребитель                                                            | 30                | Поставлялись с 1987                                                                                     |
| Учебно-боевая и учебная авиация         |                                |                                                                                     |                   | |
|                                         | МиГ-21У                        | учебный истребитель                                                                 | 9                 | |
|                                         | МиГ-23УБ                       | учебно-боевой                                                                       | н/д               | Истощение во время гражданской войны значительно сократило количество оборудования почти для всех типов |
|                                         | МиГ-25У                        | учебный истребитель                                                                 | н/д               | |
|                                         | МиГ-29УБ                       | учебно-боевой истребитель                                                           | 10                | |
|                                         | Aero Vodochody L-39            | учебно-боевой                                                                       | 61                | Истощение во время гражданской войны значительно сократило количество оборудования почти для всех типов |
|                                         | SIAT 223 Flamingo              | учебно-тренировочный                                                                | н/д               | Немецкий самолёт MBB 223 Flamingo производства Испании                                                  |
|                                         | PAC MFI-17 Mushshak            | учебно-тренировочный                                                                | 6                 | |
| Авиация специального назначения         |                                |                                                                                     |                   | |
|                                         | МиГ-25Р                        | самолёт-разведчик                                                                   | н/д               | |
| Транспортная авиация                    |                                |                                                                                     |                   | |
|                                         | Ан-24                          | транспортный самолёт                                                                | н/д               | |
|                                         | Ан-26                          | транспортный самолёт                                                                | 3                 | |
|                                         | Dassault-Breguet Falcon 20F    | административный самолёт                                                            | н/д               | |
|                                         | Dassault Falcon 900            | административный самолёт                                                            | н/д               | |
|                                         | Ил-76М Ил-76Т                  | транспортный самолёт                                                                | 2                 | |
|                                         | Piper PA-31                    | общего назначения                                                                   | н/д               | |
|                                         | Ту-134Б-3                      | транспортный самолёт                                                                | н/д               | |
|                                         | Як-40                          | транспортный самолёт                                                                | н/д               | |
| Армейская авиация (вертолётная техника) |                                |                                                                                     |                   | |
|                                         | Aerospatiale SA 342L           | многоцелевой вертолёт                                                               | 28                | |
|                                         | Ми-2                           | многоцелевой вертолёт                                                               | 13                | |
|                                         | Ми-8                           | многоцелевой вертолёт                                                               | 27                | |
|                                         | Ми-17                          | многоцелевой вертолёт                                                               | 26                | |
|                                         | Ми-24Д Ми-25                   | транспортно-боевой вертолёт                                                         | 24—27             | |
| Средства поражения                      |                                |                                                                                     |                   | |
|                                         | Р-60                           | управляемая ракета класса «воздух-воздух» ближнего боя                              | н/д               | Самолёты-носители: МиГ-21бис, МиГ-23, МиГ-29, МиГ-25, Су-22, Су-24М                                     |
|                                         | Р-73                           | управляемая ракета класса «воздух-воздух» малого радиуса                            | н/д               | Самолёты-носители: МиГ-21МФ/бис, МиГ-23, МиГ-29                                                         |
|                                         | Р-23/Р24                       | ракета класса «воздух-воздух» средней дальности                                     | н/д               | Самолёты-носители: МиГ-23                                                                               |
|                                         | Р-27                           | управляемая ракета класса «воздух-воздух» средней дальности                         | н/д               | Самолёты-носители: МиГ-29                                                                               |
|                                         | Р-77                           | управляемая ракета класса «воздух-воздух» средней дальности                         | н/д               | Заявлено, подтверждения нет. Самолёты-носители: МиГ-29                                                  |
|                                         | Х-25                           | высокоточная авиационная ракета класса «воздух-поверхность» малого радиуса действия | н/д               | Самолёты-носители: Су-24, МиГ-29                                                                        |
|                                         | Х-29Т/Л                        | высокоточная авиационная ракета класса «воздух-поверхность» малого радиуса действия | н/д               | Самолёты-носители: Су-22, Су-24, МиГ-29                                                                 |
|                                         | Х-31П                          | тактическая управляемая ракета класса «воздух-поверхность» средней дальности        | н/д               | Самолёты-носители: Су-22, Су-24М, МиГ-29 и др.                                                          |

## Опознавательные знаки

Опознавательный знак САВВС.
Знак на киль

### Эволюция опознавательных знаков
| Опознавательный знак | Знак на фюзеляж | Знак на киль | Когда использовался | Примечания |
| -------------------- | --------------- | ------------ | ------------------- | ---------- |
|                      |                 |              | 1948 — 1958         |            |
|                      |                 |              | 1958 — 1961         |            |
|                      |                 |              | 1961 — 1963         |            |
|                      |                 |              | 1963 — 1972         |            |
|                      |                 |              | 1972 — 1980         |            |
|                      |                 |              | 1980 — 2024         |            |
|                      |                 |              | 2024 —              |            |